# Costante (console 414)
Flavio Costante (latino: Flavius Constans; fl. 412-414) fu un politico e generale dell'Impero romano d'Oriente.

## Biografia
Costante fu magister militum per Thracias nel 412; divenne poi console, entrato in carica a Costantinopoli, nel 414 (è probabile che al momento dell'assunzione fosse ancora magister).
Il nome è un indizio di parentela con Flavio Costanzo, suo collega di consolato in Occidente e successivamente imperatore con il nome di Costanzo III; le fonti, però, non fanno cenno a questo legame.